# Debenhams

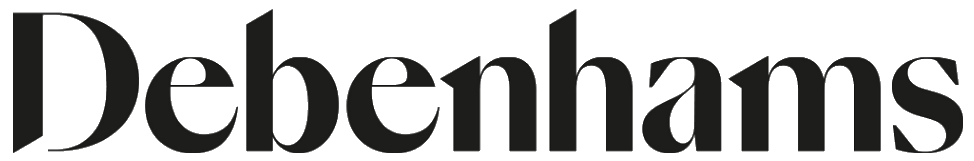
Logo

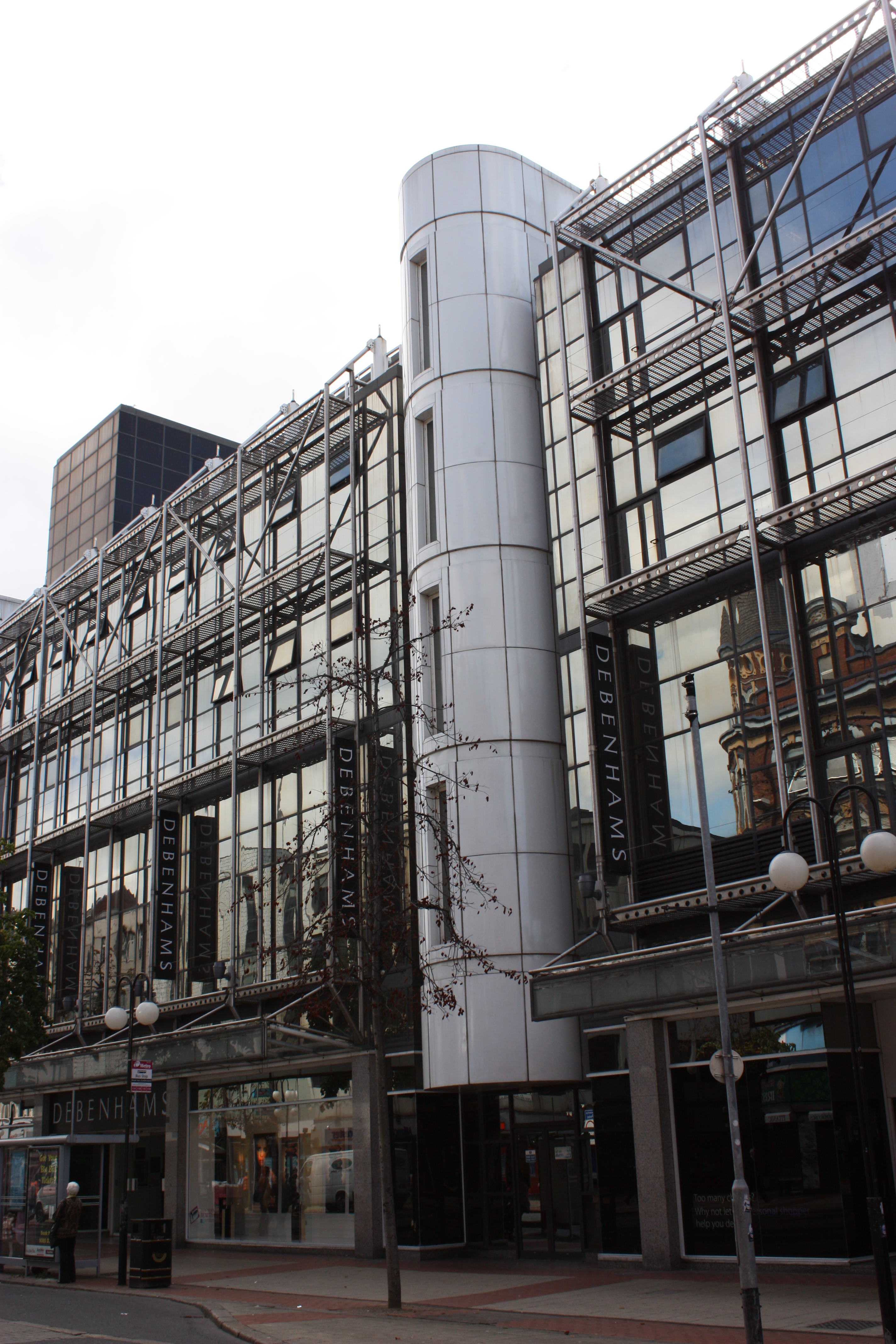
Debenhams in Belfast

Debenhams war eine britische Kaufhauskette mit über 150 Filialen in 26 Ländern auf drei Kontinenten.

## Geschichte

### Pelzhandelsunternehmen

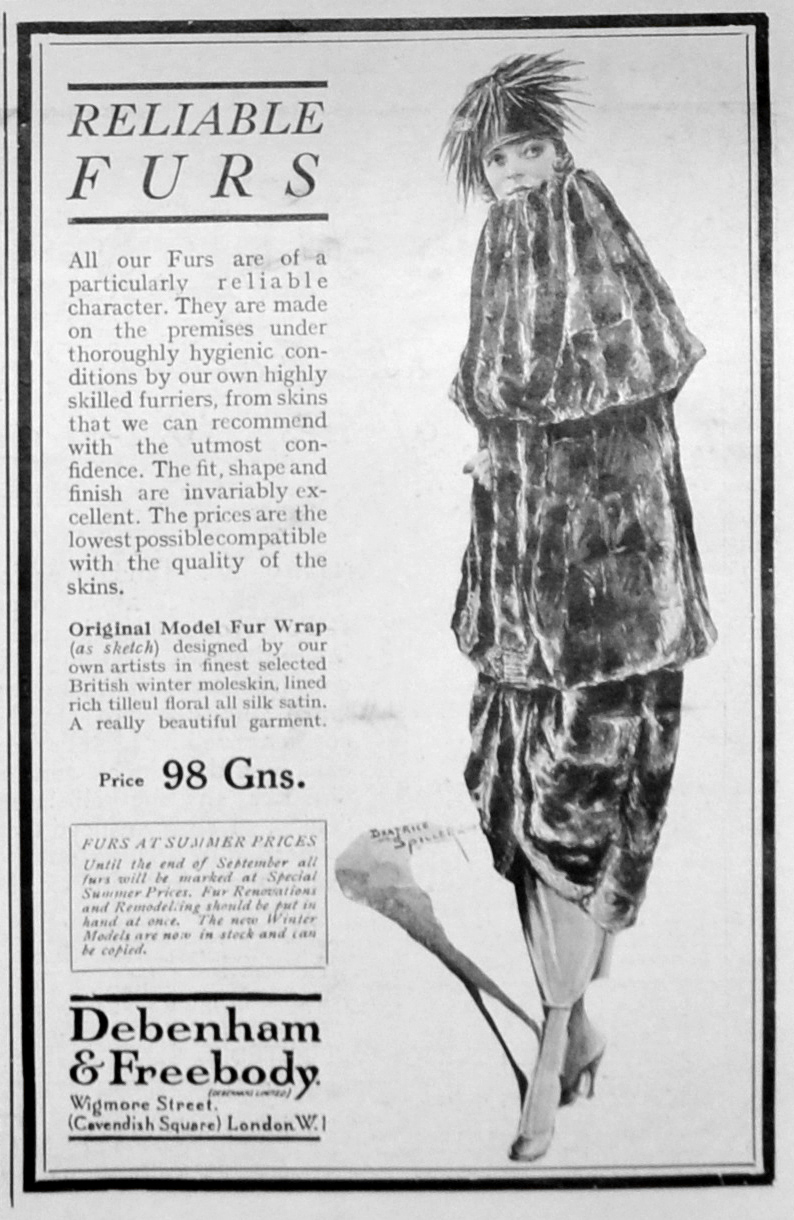
Capemantel aus Maulwurffellen (Anzeige Debenham & Freebody, 1921)

Das Unternehmen Debenhams ging zurück auf den 1778 von John Nicholay gegründeten Kürschnerbetrieb in Buda, den am rechten Flussufer liegenden Stadtteil der ungarischen Hauptstadt Budapest. Innerhalb weniger Jahre war sein Unternehmen in ganz Europa bekannt. Die politischen Umwälzungen in Ungarn veranlassten ihn im Jahr 1802 zur Immigration nach England. Er machte sich als Kürschner in der Henrietta Street, Covent Garden erneut selbständig.
John Nicholay zog 15 Jahre später mit seinem Pelzunternehmen in die Oxford Street 15 um. Sein Sohn übernahm 1875 die Geschäftsnachfolge. Der Name Nicholay bedeutete mehr als jeder andere in der Entwicklung des Londoner Pelzhandels um Garlick Hill und in der Modewelt. Nicholay jr. wurde nicht nur der führende Kürschner Londons, sondern galt als an welterster Stelle stehender Pelzcouturier. Im Jahr 1842 eröffnete Königin Adelaide die neuen und beeindruckenden Geschäftsräume, nahezu gegenüber dem Theater Pantheon. Nicholay war eng verbunden mit dem Prinzgemahl bei der Organisation der großen Londoner Industrieausstellung von 1851, der Great Exhibition. Die Größe und der Umfang seiner Präsentation dort waren seiner Bedeutung im Pelzhandel der Zeit angemessen. 1875 übernahm mit dem einzigen Sohn, dem Enkel des Gründers, die nächste Generation die Geschäftsführung.
Da es in der darauffolgenden Generation keinen männlichen Nachkommen gab, wurde der Einzelhandel Nicholay umgewandelt in Debenham und Freebody, in der Wigmore Street und die Großhandelssparte in Debenham. Die bisherigen Mitarbeiter wurden übernommen und es folgte eine lange Periode des Wachstums und des Firmenansehens. Debenham & Freebody arbeiteten die Krönungsroben für Edward VII., und vielleicht noch bemerkenswerter, einen in London hergestellten, berühmt gewordenen Mantel für den russischen Zar Alexander II. aus 20 Schwarzfüchsen. Sie waren die Kürschner der Queen Victoria und die Hofkürschner von fast allen Adelshäusern Europas und lieferten die Roben für die meisten der Krönungen des späten 19. Jahrhunderts.
Während des Krimkriegs, jetzt auf noch höherem Niveau als Kürschner der Krone, lieferte John Nicholay mit einem Kontrakt amerikanische Büffelmäntel, das Stück für etwa 20 Shilling, an die in Russland kämpfenden Soldaten. Ein weiteres, in der Pelzbranche bemerkenswertes Ereignis war die Gründung der International Fur Company mit Sitz im Argyll House in der Regent Street, dann das Hauptgeschäft im West End von London, dem von 1860 bis in die 1880er Jahre, einer Epoche des Beginns einer expandierenden Pelzmode, weitere bedeutende Pelzanbieter folgten.

### Kaufhauskette Debenhams
Debenhams umfasste zuletzt 165 Filialen (Stand April 2019, vor Insolvenz) weltweit. Der Umsatz betrug 2011 etwas mehr als 2,5 Milliarden Pfund Sterling und das Unternehmen beschäftigte etwa 29.000 Mitarbeiter. Gegründet wurde das Unternehmen ursprünglich als Flint & Clark, ab 1813 hieß es Clark & Debenham. Der Hauptsitz lag in London. Im Geschäftsjahr 2010/2011 betrugen die Online-Umsätze 92,3 Mio. Pfund. Debenhams war in Deutschland mit einem Onlineshop, aber nicht mit lokalen Filialen vertreten.
Im April 2019 musste die Kaufhauskette nach anhaltenden Verlusten Insolvenzantrag stellen. Am 1. Dezember 2020 wurde bekannt, dass Debenhams nach dem Scheitern von Übernahmeverhandlungen mit dem britischen Sportmodeneinzelhändler JD Sports in Liquidation geht. Im Januar 2021 wurde bekanntgegeben, dass Debenhams alle 124 britischen Filialen schließt. Die Marke Debenhams wurde vom Onlinehändler Boohoo übernommen. Die letzten Filialen schlossen am 15. Mai 2021.